# Simon (Morozov)
Simon (světským jménem: Alexandr Vasiljevič Morozov; * 13. října 1975, Engels) je ruský duchovní Ruské pravoslavné církve a biskup šachtynský a millerovský.

## Život
Narodil se 13. října 1975 v Engelsu.
Po střední škole č. 19 v rodném městě nastoupil ma technické učiliště, které dokončil roku 1993. Následně pokračoval ve studiu na Engelském technickém institutu. Po rozhodnutí přejít na cestu duchovního nastoupil na Saratovský duchovní seminář a poté na Moskevskou duchovní akademii.
Dne 22. května 1997 byl postřižen na monacha se jménem Simon. Ve stejném roku byl 1. června rukopoložen na jerodiákona a 8. října 1999 arcibiskupem saratovským a volským Alexandrem (Timofejevem) na jeromonacha. Roku 2001 byl poslán na pedagogickou fakultu univerzity Patras v Řecku.
Roku 2004 se stal vedoucím oddělení dálkového studia Saratovského duchovního semináře a přednášejícím v oborech byzantologie, patristika, církevní historie a řečtina. 
Od roku 2010 přešel do kléru rostovské eparchie, kde byl jmenován představeným chrámu svatého archanděla Michaela ve vesnici Pozdnějevka. Po vzniku šachtynské eparchie přešel do jejího kléru. Dne 25. března 2014 se stal sekretářem eparchiálního biskupa a o den později blagočinným Tarasovského okruhu. Sloužil také jako představený Pokrovského chrámu v Šachty.
Roku 2011 dokončil filosofickou fakultu Saratovské státní univerzity.
Dne 30. května 2014 jej Svatý synod zvolil biskupem šachtynským a millerovským. Následující den byl povýšen na archimandritu a 7. června byl oficiálně jmenován biskupem. Biskupská chirotonie proběhla 11. července ve Valaamském monastýru. Hlavním světitelem byl patriarcha moskevský a celé Rusi Kirill.